# Anacamptodon splachnoides
Anacamptodon splachnoides är en bladmossart som beskrevs av Bridel 1819 [1818. Anacamptodon splachnoides ingår i släktet Anacamptodon och familjen Fabroniaceae. Inga underarter finns listade i Catalogue of Life.